# Ambasciatori prussiani in Francia
L'ambasciatore prussiano in Francia era il primo rappresentante diplomatico della Prussia in Francia.
Le relazioni diplomatiche iniziarono ufficialmente nel 1648 e rimasero attive sino alla costituzione della Confederazione Germanica del nord nel 1867 e poi dell'Impero tedesco nel 1871 quando le funzioni passarono all'ambasciatore tedesco in Francia.

## Elettorato di Brandeburgo
- 1648-1649: Abraham de Wicquefort
- 1658-?: Christoph von Brandt

## Regno di Prussia
- 1716-1717: Adam Otto von Viereck
- 1717-1719: Friedrich Ernst zu Innhausen und Knyphausen
- 1721-1751: Jean de Chambrier
- 1751: Christoph Heinrich von Ammon
- 1751-1754: George Keith
- 1754-1756: Dodo Heinrich zu Innhausen und Knyphausen

1756-1763: Interruzione delle relazioni diplomatiche a causa della Guerra dei Sette anni
- 1768-1792: Wilhelm Bernhard von der Goltz

1792-1815: Interruzione delle relazioni diplomatiche a causa della Rivoluzione francese e delle guerre napoleoniche
- 1815-1822: Karl von der Goltz
- 1824-1837: Heinrich von Werther
- 1841-1845: Heinrich Friedrich von Arnim
- 1846-1848: Heinrich Alexander von Arnim
- 1849-1859: Maximilian von Hatzfeldt-Trachenberg
- 1859-1861: Albert von Pourtalès
- 1862: Otto von Bismarck
- 1862-1868: Robert Heinrich Ludwig von der Goltz

1868: Chiusura dell'ambasciata